# Yincheng
Yincheng (kinesiska: 银城街道, 银城) är en socken i Kina. Den ligger i provinsen Shandong, i den östra delen av landet, omkring 94 kilometer väster om provinshuvudstaden Jinan. Antalet invånare är 83 990. Befolkningen består av 41 313 kvinnor och 42 677 män. Barn under 15 år utgör 19,0 %, vuxna 15-64 år 72 %, och äldre över 65 år 8,0 %.
Genomsnittlig årsnederbörd är 800 millimeter. Den regnigaste månaden är juli, med i genomsnitt 287 mm nederbörd, och den torraste är januari, med 5 mm nederbörd.